# 도리스 메릭

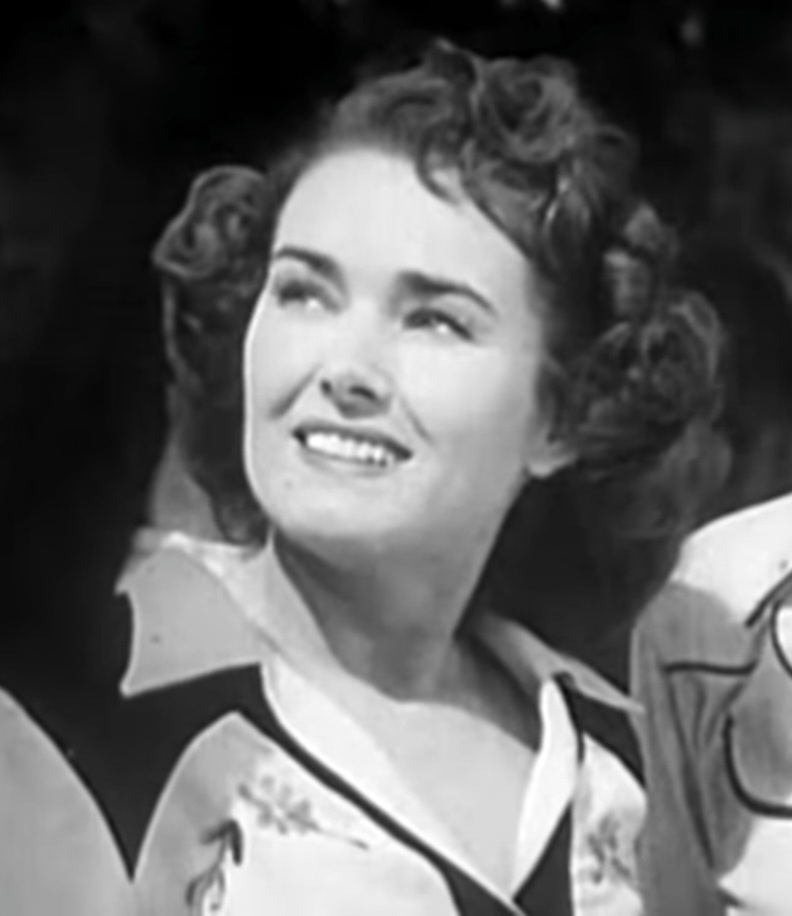
1950년 모습

도리스 메릭(Doris Merrick, 1919년 6월 6일 ~ 2019년 11월 30일)은 미국의 배우, 텔레비전 배우, 영화배우이다.
시카고에서 태어났으며 미국에서 사망하였다.

## 영화
- 네안데르탈 남자 (1953년)
- 이혼의 아이들 (1946년)
- 인 더 민타임, 다링 (1944년)
- 천국은 기다려준다 (1943년)